# Dưới đáy hồ
Dưới đáy hồ (Tiếng Anh: The Lake) là một bộ phim điện ảnh Việt Nam thuộc thể loại kinh dị – chính kịch  ra mắt năm 2025 do Trần Hữu Tấn làm đạo diễn kiêm biên kịch và Hoàng Quân làm nhà sản xuất, lấy cảm hứng từ những truyền thuyết đô thị xoay quanh Hồ Đá tại Khu đô thị Đại học Quốc gia Thành phố Hồ Chí Minh và đồng thời khai thác yếu tố song trùng. Đây cũng được xem là bộ phim điện ảnh đầu tiên của Việt Nam khai thác yếu tố song trùng. Với sự tham gia diễn xuất của các diễn viên gồm có Karen Nguyễn, Kay Trần, Thanh Duy, Nguyên Thảo, Nguyễn Hữu Tiến, Lâm Hoàng Oanh, Mạc Trung Kiên, Quang Sơn, Đỗ Tuyển, Lâm Nguyễn, tác phẩm theo chân một nhóm bạn làm nghề nhiếp ảnh gia và bán quần áo. Trong một lần chụp ảnh cưới tại một hồ đá, họ bất ngờ đối mặt với những hiện tượng rùng rợn, đặc biệt là khi những phiên bản song trùng của chính họ xuất hiện và kéo theo hàng loạt tai ương bí ẩn xảy ra.
Vào tháng 4 năm 2024, đơn vị sản xuất ProductionQ - Creative House đã thông tin về việc ghi hình và phát hành bộ phim Dưới đáy hồ vào năm 2025. Tương tự như Chuyện ma gần nhà, Dưới đáy hồ cũng khai thác về các truyền thuyết đô thị tại quốc gia này, nhưng trong lần này, đơn vị cho biết sẽ khai thác riêng về những truyền thuyết đô thị kỳ lạ về Hồ Đá – một địa điểm kinh dị có thật tại Việt Nam. Dự án được khởi động từ tháng 12 năm 2024 ở Thành phố Hồ Chí Minh và Bà Rịa, sau đó đóng máy vào giữa tháng 1 năm 2025. 
Dưới đáy hồ có buổi họp báo và giới thiệu vào ngày 13 tháng 5 năm 2025 và có buổi ra mắt vào ngày 3 tháng 6 năm 2025 tại Thành phố Hồ Chí Minh. Tác phẩm sau đó được công chiếu trên toàn quốc vào ngày 6 tháng 6 năm 2025. Trong những ngày đầu khởi chiếu, phim đã gây ra cuộc tranh luận của các giới phê bình về nhiều mọi mặt, đặc biệt là cốt truyện và diễn xuất của các diễn viên. Sau gần 1 tháng khởi chiếu, Dưới đáy hồ đã thu về 27.2 tỷ đồng.

## Diễn viên
- Karen Nguyễn trong vai Tú
  - Nhã Khanh trong vai Tú lúc nhỏ
- Kay Trần trong vai Trung
- Thanh Duy trong vai Hùng
- Nguyên Thảo trong vai Yến
- Nguyễn Hữu Tiến trong vai Tuấn
- Lâm Hoàng Oanh trong vai Tina
- Mạc Trung Kiên trong vai Hưng
- Quang Sơn trong vai Toàn
- Đỗ Tuyển trong vai Nghĩa
- Lâm Nguyễn trong vai Rau Muống Đồng

## Sản xuất

### Phát triển
— Trần Hữu Tấn

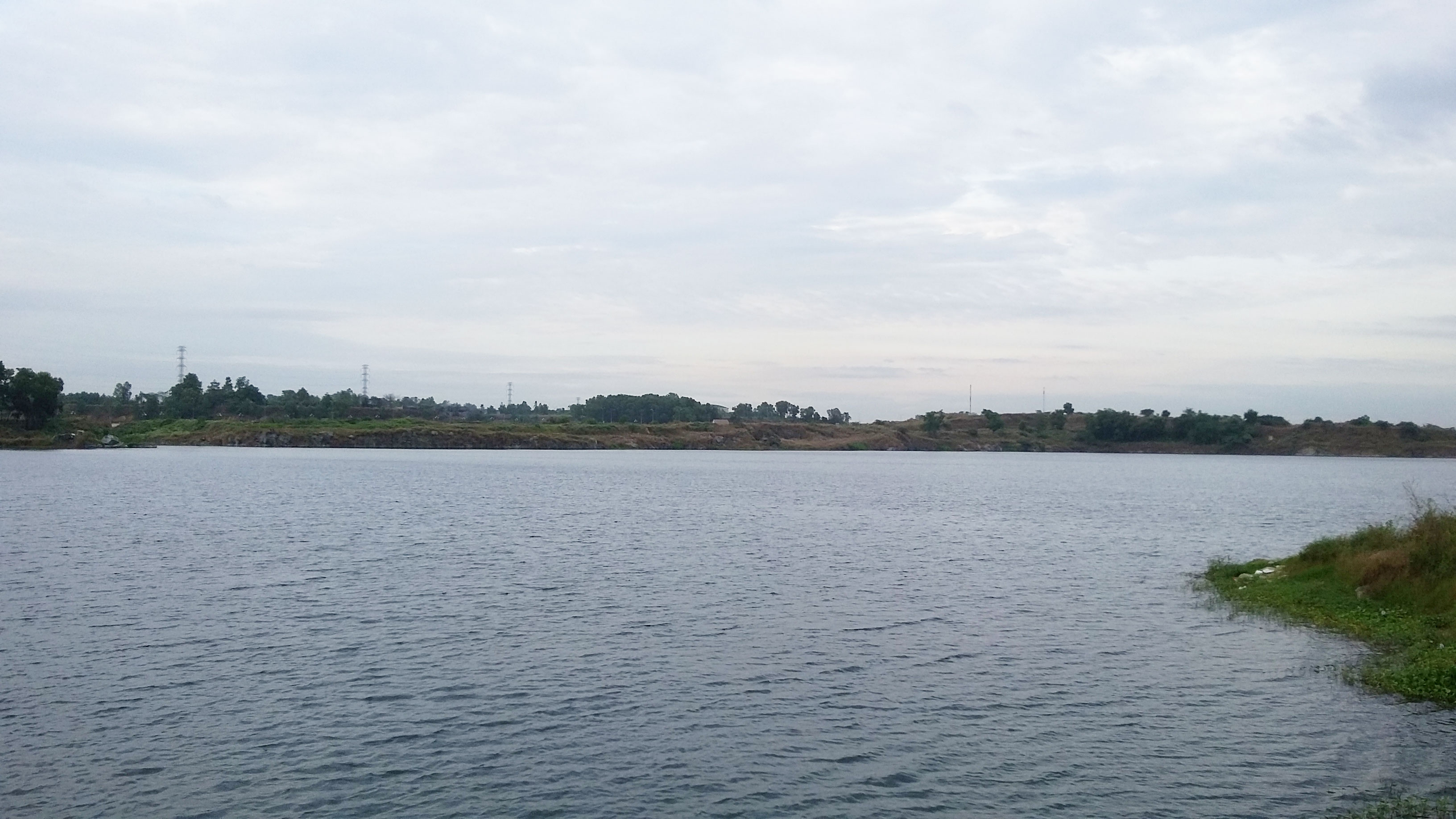
Hồ Đá, bối cảnh được lấy cảm hứng chính trong bộ phim.

Tháng 4 năm 2024, đơn vị sản xuất đã xác nhận thông tin về việc sẽ cho ra mắt một dự án điện ảnh mới về kinh dị có tên là Dưới đáy hồ, được biết là tác phẩm sẽ được lấy cảm hứng từ những truyền thuyết đô thị về Hồ Đá nằm tại Khu đô thị Đại học Quốc gia Thành phố Hồ Chí Minh và sẽ được khởi chiếu tại Việt Nam trong năm 2025. Tuy nhiên khi đó, thông tin về các vai diễn và diễn viên vẫn chưa được phía nhà sản xuất tiết lộ, phải đến ngày khai máy dự án, dàn diễn viên mới được phía nhà sản xuất tiết lộ. Ngoài ra, khi công bố, đã có nhiều người thắc mắc về việc phim có khơi gợi lại những câu chuyện đau lòng đã xảy ra và ê-kíp có dựa trên những câu chuyện có thật hay không. Trong buổi giới thiệu phim, theo đạo diễn Trần Hữu Tấn chia sẻ, anh khẳng định toàn bộ nội dung và câu chuyện trong phim đều là hư cấu. Anh cũng cho biết với dự án này, anh đã khắc phục nhược điểm từ lời góp ý của khán giả ở các phim trước đó.
Theo chia sẻ của đạo diễn Trần Hữu Tấn, anh cho biết trước khi lên đường tìm bối cảnh, anh và đoàn phim đã phát hiện ra những điểm chung giữa rất nhiều hồ đá, anh cho rằng tất cả hồ đá đều có biển cảnh báo cấm đến gần bởi chúng có cùng địa hình vách đá dựng đứng trơn trượt, lòng hồ gồ ghề, độ sâu lớn và không đều, nhiều đá ngầm lởm chởm. Anh cũng cho biết để tìm ra được một bối cảnh quay phù hợp, đoàn phim đã phải mất đến nhiều tuần đến khắp các tỉnh khu vực phía Nam và quyết định chọn một hồ đá tại Bà Rịa. Đây cũng từng là một mỏ khai thác đá tự nhiên.

### Tuyển vai
Trong số các vai diễn trong phim, Tú là vai diễn duy nhất phải tổ chức casting để lựa chọn diễn viên phù hợp. Đã có rất nhiều diễn viên nữ đã đến thử vai, và sau ba vòng tuyển chọn thì ê-kíp đã quyết định lựa chọn Karen Nguyễn đóng chính thức vai diễn Tú. Ngoài ra, sự xuất hiện của Thanh Duy và Kay Trần trong phim cũng nhận được nhiều chú ý của khán giả. Có ý kiến cho rằng cả hai được lựa chọn vì sức nóng từ khi cả hai tham gia chương trình Anh trai vượt ngàn chông gai. Cũng trong buổi giới thiệu phim đó, đạo diễn Trần Hữu Tấn cho biết ngay từ lúc có kịch bản, anh và nhà sản xuất Hoàng Quân đã quyết định mời trực tiếp 2 nghệ sĩ tham gia phim. Ngoài ra, theo chia sẻ của ê-kíp, ban đầu Thanh Duy đã từ chối lời mời tham gia dự án phim. Lý do từ chối được ê-kíp tiết lộ là do ban đầu anh chỉ được nghe giới thiệu vai diễn của anh có tính chất drag queen nên anh đã từ chối vì sợ nhân vật sẽ bị khắc họa theo hướng gây hài. Và phải đến lần gặp thứ hai, sau khi nghe đạo diễn Trần Hữu Tấn giải thích rõ đây là một nhân vật có chiều sâu tâm lý, sống nội tâm và mang nhiều tổn thương, anh cảm thấy đồng cảm và quyết định nhận lời để thể hiện nhân vật một cách tử tế và chân thành. Với Kay Trần, nam đạo diễn cho biết anh mời Kay Trần vì tính cách hài hước, chân thật, thích hợp với nhân vật mà Kay Trần sẽ đảm nhận.

### Ghi hình

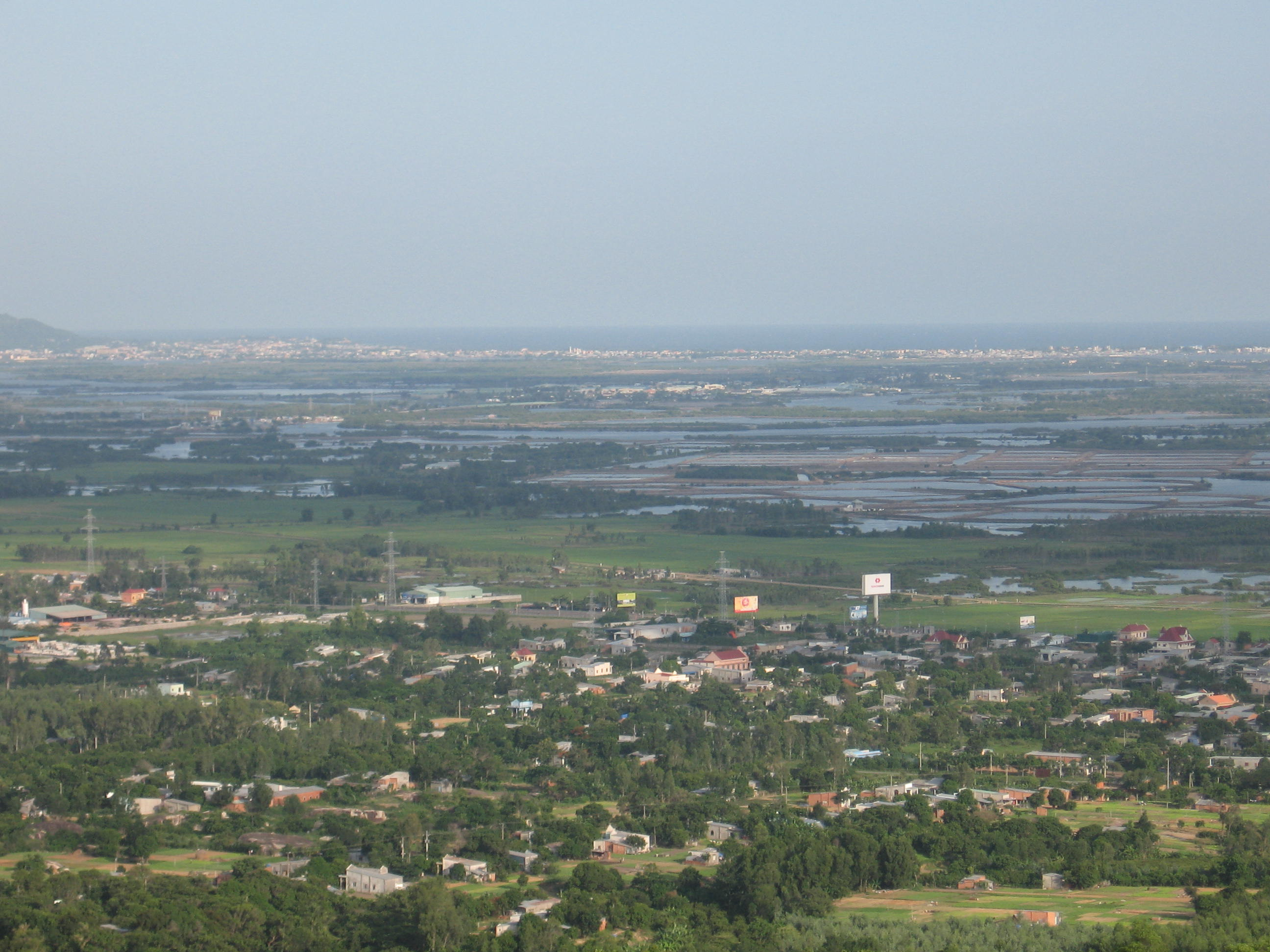
Thành phố Bà Rịa, bối cảnh chính của bộ phim.

Bộ phim được khởi quay vào ngày 16 tháng 12 năm 2024 và đóng máy vào 14 tháng 1 năm 2025, ghi hình không liên tục trong 30 ngày tại Thành phố Hồ Chí Minh và Bà Rịa. Đây là lần đầu tiên mà đạo diễn Trần Hữu Tấn thực hiện một bộ phim có nhiều cảnh quay dưới nước, mang đến không ít bỡ ngỡ nhưng cũng nhiều cảm hứng sáng tạo. Theo chia sẻ từ Kay Trần, anh đã phải gấp rút thu xếp lịch trình để kịp tham gia ghi hình sau khi hoàn tất chương trình Anh trai vượt ngàn chông gai. Trong khi đó, Karen Nguyễn tiết lộ cô phải ngâm mình hàng giờ liền dưới nước lạnh để hoàn thành vai diễn. Ngoài ra, khi cô phải đóng một cảnh hành động với phiên bản song trùng của chính mình tại dưới hồ đá, theo kịch bản thì cô sẽ phải đập phần trán phía bên trái vào đá đạo cụ. Tuy nhiên, thay vì cô đập vào đá đạo cụ thì cô lại đập vào đá thật dưới hồ. Cú va chạm đó đã khiến cô bị chảy máu đầu rất nhiều, nhưng cô vẫn cố giữ bình tĩnh để hoàn thành cảnh quay. Sau khi quay xong, cô chọn đi ngủ vì cô đã mệt, nhưng vì đoàn phim thúc giục đi khám nên cô phải gọi chồng của cô dậy lúc rạng sáng để nhờ anh đưa đi bệnh viện. Cô cho biết: "Chồng tôi đang ngái ngủ, nghe vợ bị đập đầu vào đá thì giật mình, vội vã bật dậy. May mắn, tôi chỉ bị va đập bên ngoài, không nghiêm trọng. Tối hôm đó, tôi trở lại đoàn phim quay tiếp". Theo chia sẻ của Thanh Duy, trong những phân cảnh đầu tiên, anh liền bị đạo diễn nhận xét là chưa thật sự nhập vai, vẫn mang dáng dấp của chính mình. Anh đã chủ động xin ê-kíp thời gian riêng để tập trung cảm nhận nhân vật và hóa thân một cách trọn vẹn hơn. Diễn viên Nguyễn Hữu Tiến cũng chia sẻ rằng trong thời gian ghi hình tại Bà Rịa, anh từng bị bong gân khi ghi hình ở cảnh dưới nước. Vài ngày sau, khi lên cơn sốt và đi khám, bác sĩ chẩn đoán anh bị viêm gân.
Trong dự án này, ê-kíp quyết định không sử dụng kỹ xảo mà sẽ ứng dụng kỹ thuật đính kết để tạo hiệu ứng chân thật khi lên màn ảnh rộng. Về bối cảnh, theo chia sẻ của nhà sản xuất Hoàng Quân, anh cho biết đội ngũ đã phải dàn dựng bối cảnh và tái hiện lại không gian “hồ trong hồ” để tạo nên cảm giác nhập tâm vào thế giới dưới đáy hồ mà không cần lạm dụng kỹ xảo cho diễn viên và cả ê-kíp.Về phần thiết kế mỹ thuật, để hỗ trợ phong cách kể chuyện của đạo diễn, đạo diễn hình ảnh F.A Châu Trần đã sử dụng từng ánh sáng và màu sắc riêng biệt cho từng bối cảnh. Cụ thể, căn phòng mà nhân vật Tú (Karen Nguyễn thủ vai) sinh sống có một tông màu xám lạnh và u ám, các cảnh quay của nhân vật Hùng (Thanh Duy thủ vai) diễn ra ở sân khấu có một gam màu đỏ rực, nhiều ánh đèn. Ngoài ra, tổ thiết kế cũng đã dùng các mảnh gương như cầu nối với thế giới tâm linh, tăng cảm giác bất an khi ác quỷ bước lên bờ, gieo rắc nỗi sợ.
Về hóa trang, chuyên gia hóa trang Chang Belevia cho biết thách thức của tổ thiết kế là phải làm cho lớp "rêu" có thể lơ lửng tự nhiên khi diễn viên xuống dưới nước, đồng thời đảm bảo vị trí rêu không bị thay đổi giữa các cảnh quay. Ngoài ra, cô cũng thực hiện việc may và đính rêu trực tiếp lên tóc, trong đó có trang phục của nhân vật Hưng (Mạc Trung Kiên thủ vai) khi thành bản sao. Ngoài ra, tạo hình của các drag queen trong phim cũng là một thử thách của tổ thiết kế. Trong số đó, tạo hình của nhân vật Rau Muống Đồng (Lâm Nguyễn thủ vai) phải mất đến hơn 5 tiếng để trang điểm ở phần khuôn mặt kỳ quái và phần miệng bị xé toạc, mặc dù phân cảnh của nhân vật chỉ có 5 giây trong phim.

### Âm nhạc
Khuất Duy Minh và Nguyễn Hoàng Anh là người đảm nhận vị trí soạn nhạc nền chính cho bộ phim. Tổng cộng đã có 3 ca khúc xuất hiện trong bộ phim bao gồm: "Chạy" do Đặng Minh sáng tác và trình bày, "Turn Me On" và "Xập xình" do Thanh Duy sáng tác và trình bày. Đặc biệt, hai ca khúc của Thanh Duy trong phim được làm lại thành một bản mashup tên là "The Last Dance", và đây cũng là bản mashup mà nhân vật Hùng (Thanh Duy đóng) đã trình diễn dưới tư cách là Kylie trên sân khấu. Ngoài ra, ca khúc "Chạy" được chính Đặng Minh sáng tác để làm ca khúc chủ đề của phim, và ca khúc có hai phiên bản khác nhau, bao gồm phiên bản dance và phiên bản dream, ở phiên bản dance thì đơn vị sản xuất đã lựa chọn để làm tiết mục drag queen trong buổi showcase và các video trên nền tảng TikTok, còn ở phiên bản dream được lựa chọn để ghép vào danh đề kết thúc của phim.
| STT              | Nhan đề                                         | Sáng tác         | Trình bày        | Thời lượng |
| ---------------- | ----------------------------------------------- | ---------------- | ---------------- | ---------- |
| 1.               | "Chạy (Dream Version)"                          | Đặng Minh        | Đặng Minh        | 3:54       |
| 2.               | "Chạy (Dance Version)"                          | Đặng Minh        | Đặng Minh        | 3:12       |
| 3.               | "The Last Dance (Mashup Turn me on & Xập xình)" | Thanh Duy        | Thanh Duy        | 2:29       |
| Tổng thời lượng: | Tổng thời lượng:                                | Tổng thời lượng: | Tổng thời lượng: | 9:35       |

## Phát hành

### Quảng bá
Ngày 8 tháng 4 năm 2025, đạo diễn Trần Hữu Tấn và đơn vị phát hành đã chính thức công bố bộ phim Dưới đáy hồ và ấn định khởi chiếu vào ngày 6 tháng 6 năm 2025. Bản nhìn đầu tiên và áp phích teaser của bộ phim được phát hành có hình ảnh một nhân vật nữ giữa mặt hồ, bị vây quanh bởi những bàn tay ma mị. Đến ngày 14 tháng 4, một áp phích teaser khác được giới thiệu, nổi bật với hình ảnh nhân vật Trung (Kay Trần thủ vai) hoảng loạn khi bị những nhánh rêu từ hồ kéo xuống. Đến ngày 14 tháng 5 năm 2025, đơn vị phát hành chính thức ra mắt trailer và áp phích chính thức của phim, hé lộ thêm về một thế giới song song giữa con người và sinh vật rêu ma quái dưới đáy hồ.
Buổi họp báo của bộ phim được diễn ra vào ngày 13 tháng 5 năm 2025 với sự tham gia của các diễn viên chính trong phim, đoàn phim và những nghệ sĩ khách mời.

### Công chiếu
Bộ phim Dưới đáy hồ đã được xác nhận công chiếu vào ngày 6 tháng 6 năm 2025. Trong một buổi giới thiệu phim, đạo diễn Trần Hữu Tấn cũng đã chia sẻ bộ phim đã vượt qua kiểm duyệt và được dán nhãn T18 (phim dành cho người trên 18 tuổi). Vào ngày 3 tháng 6, đơn vị sản xuất cũng đã tổ chức một buổi ra mắt phim với sự góp mặt của đạo diễn, nhà sản xuất và dàn diễn viên trong phim.

## Đón nhận

### Doanh thu
Mặc dù bộ phim chính thức khởi chiếu vào ngày 6 tháng 6, nhưng từ ngày 28 tháng 5 thì bộ phim đã chính thức bắt đầu mở bán vé. Khoảng thời gian bán vé khi đó là khoảng thời gian khó khăn khi những bộ phim điện ảnh thiếu nhi như Doraemon: Nobita và cuộc phiêu lưu vào thế giới trong tranh, Lilo & Stitch và đặc biệt là Dế Mèn: Cuộc phiêu lưu tới Xóm Lầy Lội đang được khán giả đón nhận. Tuy vậy, vào ngày đầu chiếu, theo Box Office Việt Nam, phim đứng đầu về doanh thu phòng vé với 5 tỷ và tổng khi tính cả vé đặt trước là 6.1 tỷ. Đến ngày 7 tháng 6, phim thu về tổng cộng là 10.2 tỷ. Sau đó, theo số liệu thống kê của Box Office Vietnam, phim thu 14.6 tỷ sau 3 ngày cuối tuần ra mắt, đồng thời vượt qua Doraemon: Nobita và cuộc phiêu lưu vào thế giới trong tranh để giành lấy vị trí thứ nhất sau nhiều tuần mà phim thiếu nhi này đứng đầu. Tuy nhiên, vào 3 ngày cuối tuần của tuần thứ hai, phim thu về 3.4 tỷ, thấp hơn rất nhiều so với số liệu của tuần trước, đồng thời sau 10 ngày công chiếu, phim chỉ thu tổng cộng là 25 tỷ. Cùng lúc đó, Dưới đáy hồ cũng là phim điện ảnh Việt Nam duy nhất trong thời điểm đó đứng đầu phòng vé trong 10 ngày. Tính đến ngày 19 tháng 6, phim đã thu về 27 tỷ. Cuối cùng, khi chưa đầy 1 tháng công chiếu, phim đã rời rạp và thu về tổng cộng là 27.2 tỷ, đồng thời bị thua lỗ nặng. Theo chia sẻ của nhà sản xuất Hoàng Quân và đạo diễn Trần Hữu Tấn, bộ phim cần ít nhất 50 tỷ để huề vốn.

### Đánh giá chuyên môn
Trên tờ Phụ nữ đã nhận định phim kể theo trình tự rõ ràng qua từng nhân vật và bản sao của họ, tạo cảm giác rùng rợn không nhờ jump scare mà từ những cảnh máu me trực diện, ngoài ra ở phần diễn xuất thì nổi bật nhất là Karen Nguyễn và Thanh Duy, đặc biệt là cảnh cao trào tại quán bar, góp phần nâng chất phim. Tuy nhiên, tuyến truyện về Hùng chưa được khai thác sâu, khiến hành động man rợ của nhân vật bản sao chưa đủ sức thuyết phục, trong khi đó thì nhân vật Tú được cho là ưu ái quá mức khi sống sót nhiều lần phi lý và phản ứng thiếu cảm xúc với các sự kiện liên quan đến quá khứ. Về phía nhà báo Mai Hoài An của VOH, cô cho rằng Dưới đáy hồ là một nỗ lực đáng ghi nhận của điện ảnh kinh dị Việt, nổi bật ở phần âm thanh và hình ảnh tạo cảm giác rùng rợn hiệu quả, tuy nhiên kịch bản và nhịp phim vẫn còn thiếu sự đột phá. Nhà báo Tống Khang của tạp chí Tri thức lại chấm cho bộ phim 6 điểm và cho rằng phần diễn xuất của dàn diễn viên trong phim như Karen Nguyễn, Kay Trần, Thanh Duy tròn vai nhưng thiếu bùng nổ, Nguyên Thảo lại gây bất ngờ nhờ sự duyên dáng và tuyến truyện thú vị. Ngược lại, Lâm Hoàng Oanh lại để lại nhiều tiếc nuối với lối diễn gượng gạo, thoại kém tự nhiên và một tuyến truyện thiếu liên kết, gây cảm giác lạc lõng. Đối với nhà báo Anh Thư của báo Thể thao & Văn hóa, cô nhận xét Dưới đáy hồ là một tác phẩm đầy tham vọng của điện ảnh Việt Nam khi đã mạnh dạn khai thác đề tài song trùng – bản sao từ nội tâm, ngoài ra, cô còn khen về việc phim đã lồng ghép yếu tố tâm linh quen thuộc trong văn hóa Á Đông và thông điệp sâu sắc về chấp niệm và bản ngã bị lãng quên mà phim truyền tải; tuy nhiên, bộ phim vẫn còn bộc lộ nhiều hạn chế như kịch bản thiếu chặt chẽ, một số tuyến nhân vật chưa phát triển trọn vẹn, diễn xuất chưa đồng đều và kỹ xảo chưa thật sự mượt mà, khiến tổng thể tác phẩm trở thành một thử nghiệm dũng cảm nhưng chưa hoàn toàn trọn vẹn.

## Tranh cãi
Sau khi công bố về việc phim sẽ khai thác yếu tố song trùng, đã có nhiều khán giả cho rằng phim đang bắt chước theo tác phẩm Chúng ta, một tác phẩm cũng rất nổi tiếng về yếu tố này. Ngay sau đó, tại buổi ra mắt phim, theo chia sẻ của nhà sản xuất Hoàng Quân, anh cho rằng các phiên bản song trùng trong Dưới đáy hồ không mang ý nghĩa phản ánh về bản ngã đối lập như trong Chúng ta, mà được xây dựng như những phần tách ra từ bản thể gốc. Chúng đại diện cho các chấp niệm và ước vọng thầm kín chưa từng được thực hiện, và khi những bản sao này trồi lên từ lòng hồ, cũng là lúc các nhân vật buộc phải đối diện với bóng tối nội tại của chính mình.